# Canton d'Aiguebelle
Le canton d'Aiguebelle est une ancienne division administrative française, située dans le département de la Savoie et la région Rhône-Alpes.
Il disparait en 2015 à la suite du redécoupage cantonal de 2014.

## Composition
Le canton d'Aiguebelle regroupe les communes suivantes :
| Nom                        | Code Insee | Intercommunalité      | Superficie (km2) | Population (dernière pop. légale) | Densité (hab./km2) |
| -------------------------- | ---------- | --------------------- | ---------------- | --------------------------------- | ------------------ |
| Aiguebelle                 | 73002      | CC Porte de Maurienne | 3,85             | 1 158 (2014)                      | 301                |
| Aiton                      | 73007      | CC Porte de Maurienne | 16,29            | 1 727 (2014)                      | 106                |
| Argentine                  | 73019      | CC Porte de Maurienne | 28,03            | 947 (2014)                        | 34                 |
| Bonvillaret                | 73049      | CC Porte de Maurienne | 8,88             | 137 (2014)                        | 15                 |
| Épierre                    | 73109      | CC Porte de Maurienne | 19,36            | 776 (2014)                        | 40                 |
| Montgilbert                | 73168      | CC Porte de Maurienne | 9,53             | 120 (2014)                        | 13                 |
| Montsapey                  | 73175      | CC Porte de Maurienne | 26,36            | 67 (2014)                         | 2,5                |
| Randens                    | 73212      | CC Porte de Maurienne | 10,36            | 822 (2014)                        | 79                 |
| Saint-Alban-d'Hurtières    | 73220      | CC Porte de Maurienne | 19,40            | 331 (2013)                        | 17                 |
| Saint-Georges-d'Hurtières  | 73237      | CC Porte de Maurienne | 11,85            | 311 (2013)                        | 26                 |
| Saint-Léger                | 73252      | CC Porte de Maurienne | 11,06            | 233 (2014)                        | 21                 |
| Saint-Pierre-de-Belleville | 73272      | CC Porte de Maurienne | 7,46             | 174 (2014)                        | 23                 |

## Représentants

### Conseillers généraux de (1861 à 1940)
| Période                                  | Période      | Identité              | Étiquette   | Qualité                                                                                              |
| ---------------------------------------- | ------------ | --------------------- | ----------- | --- |
| 1861                                     | 1861 (décès) | François Grange       | Droite      | Avocat                                                                                               |
| 1861                                     | 1877         | Humbert Grange        | Droite      | Propriétaire, ingénieur et maitre de forges aux hauts-fourneaux de Randens Député (1872-1876)        |
| 1877                                     | 1895         | Antoine Balmain       | Républicain | Maire d'Épierre                                                                                      |
| 1895                                     | 1907         | Charles Piot          | Républicain | Docteur en médecine Maire d'Aiguebelle (1892-1900)                                                   |
| 1907                                     | 1928         | Hector Rey            | Rad.        | Banquier Maire d'Aiguebelle (1900-1935)                                                              |
| 1928                                     | 1940         | Maurice Cordel        | SFIO        | Cheminot puis géomètre, Aiguebelle                                                                   |
|                                          |              |                       |             | |
| 1945                                     | 1949 (décès) | Maurice Cordel        | SFIO        | Cheminot puis géomètre Maire d'Aiguebelle (1944-1949)                                                |
| 28 août 1949                             | 1951         | Fernand Chatelain     | PCF         | Cultivateur à Argentine                                                                              |
| 1951                                     | 1970         | Auguste Mudry         | PCF         | Ouvrier monteur-électricien Maire de Bellentre (1947-1973) Député de Savoie (1946-1951 et 1956-1958) |
| 1970                                     | 1976         | Jean-Baptiste Perrier | PS          | Maire d'Argentine                                                                                    |
| 1976`                                    | 1978 (décès) | René Vair (1929-1978) | PCF         | Dessinateur aux aciéries d'Ugine Secrétaire départemental du PCF                                     |
| 1978                                     | 2008         | Alain Bouvier         | PCF         | Médecin généraliste Maire de Saint-Georges-d'Hurtières (1983-2020)                                   |
| 2008                                     | 2015         | Christiane Lehmann    | PCF         | Conseillère municipale de Saint-Georges-d'Hurtières                                                  |
| Les données manquantes sont à compléter. |              |                       |             | |

### Conseillers d'arrondissement (1861 à 1940)
Le canton d'Aiguebelle avait deux conseillers d'arrondissement. 
| Période     | Période          | Identité                             | Étiquette          | Qualité |
| ----------- | ---------------- | ------------------------------------ | ------------------ | --- |
| 1861        |                  | Erasme Feyge                         |                    | Notaire |
| 1861        |                  | Joseph Émery                         |                    | Notaire |
|             |                  |                                      |                    | |
| 1871        |                  | Charles Benoit Grange (1840-1912)    |                    | Ingénieur civil, Randens, industriel à Aiguebelle                                                           |
| 1871        |                  | Hippolyte Brunier (1823-1887)        |                    | Notaire à Aiguebelle                                                                                        |
|             |                  |                                      |                    | |
|             | 1894 (décès)     | Jules Bally                          |                    | Propriétaire à Aiguebelle                                                                                   |
| 1894        |                  | Jean-Louis Bally (fils du précédent) |                    | Propriétaire à Aiguebelle                                                                                   |
|             |                  |                                      |                    | |
| av.1928     | 1940             | Auguste Chichignoud                  | Républicain modéré | Propriétaire cultivateur, maire d'Argentine                                                                 |
|             | 1928 (décès)     | Maurice Émery                        |                    | Maire de Saint-Léger puis d'Épierre                                                                         |
| 1931        | 1934             | Fernand Michelland                   | SFIO               | Cultivateur à Saint-Léger puis horloger-bijoutier, conseiller municipal d'Aiguebelle                        |
| 1934        | 1937 (démission) | Félix Prallet (1900-1988)            | Républicain modéré | Docteur en médecine, maire d'Aiguebelle                                                                     |
| 28 nov.1937 | 1941             | Marius Badin (1895-1942)             | SFIO               | Conseiller municipal d'Aiguebelle Révoqué par le Gouvernement de Vichy Mort pour la France                  |
| 1940        |                  |                                      |                    | Les conseils d'arrondissement ont été suspendus par la loi du 12 octobre 1940 et n'ont jamais été réactivés |

## Démographie
| 1962  | 1968  | 1975  | 1982  | 1990  | 1999  | 2006  | 2011  | 2012  |
| ----- | ----- | ----- | ----- | ----- | ----- | ----- | ----- | ----- |
| 5 244 | 5 087 | 4 755 | 4 718 | 4 307 | 4 966 | 6 162 | 6 807 | 6 796 |